# マックス・ボハチュ
マックス・ボハチュ（Max Bohatsch）は、オーストリア出身の男性フィギュアスケート選手。1905年ヨーロッパフィギュアスケート選手権優勝。

## 経歴
- 1903年世界フィギュアスケート選手権3位。
- 1904年ヨーロッパフィギュアスケート選手権2位。
- 1905年ヨーロッパフィギュアスケート選手権優勝。

## 主な戦績
| 大会/年    | 1902-03 | 1903-04 | 1904-05 | 1905-06 | 1906-07 |
| ---------- | ------- | ------- | ------- | ------- | ------- |
| 世界選手権 | 3       |         | 2       |         | 2       |
| 欧州選手権 |         | 2       | 1       |         |         |